# Xysmalobium undulatum
Xysmalobium undulatum (L.) Aiton, conocida comúnmente como uzara, también algodón salvaje, arbusto de leche o bitterhout en Afrikáans, es una especie de hierba medicinal del género Xysmalobium de la familia Asclepiadaceae, nativa del sur de África.
Esta planta crece hasta un metro de alto y posee un fuerte tallo de flores con hojas opuestas que descargan látex lechoso cuando se rompen.

## Importancia económica y cultural

### Uso en la medicina tradicional
Tradicionalmente, esta planta ha sido usada por varias etnias locales para tratar un amplio espectro de enfermedades. Se ha usado como antidiarreico, para tratar cólicos abdominales, dismenorrea y cefaleas.  Presenta un efecto diurético.

### Estudios farmacológicos
Las propiedades biológicas de la uzara han sido descritas en varios estudios:
- Para el tratamiento de la depresión.[2][3][4][5]
- Para el tratamiento de heridas.[6]
- Para el tratamiento de la diarrea.[7]
- Para el tratamiento de la insuficiencia cardíaca.[8]

Un estudio de 2018 ha comprobado que el extracto de las hojas reduce los niveles de β-amiloide, un péptido que contribuye a la progresión de la enfermedad de Alzheimer a través de la formación de placas amiloides tóxicas en el cerebro.